# Jedle balzámová

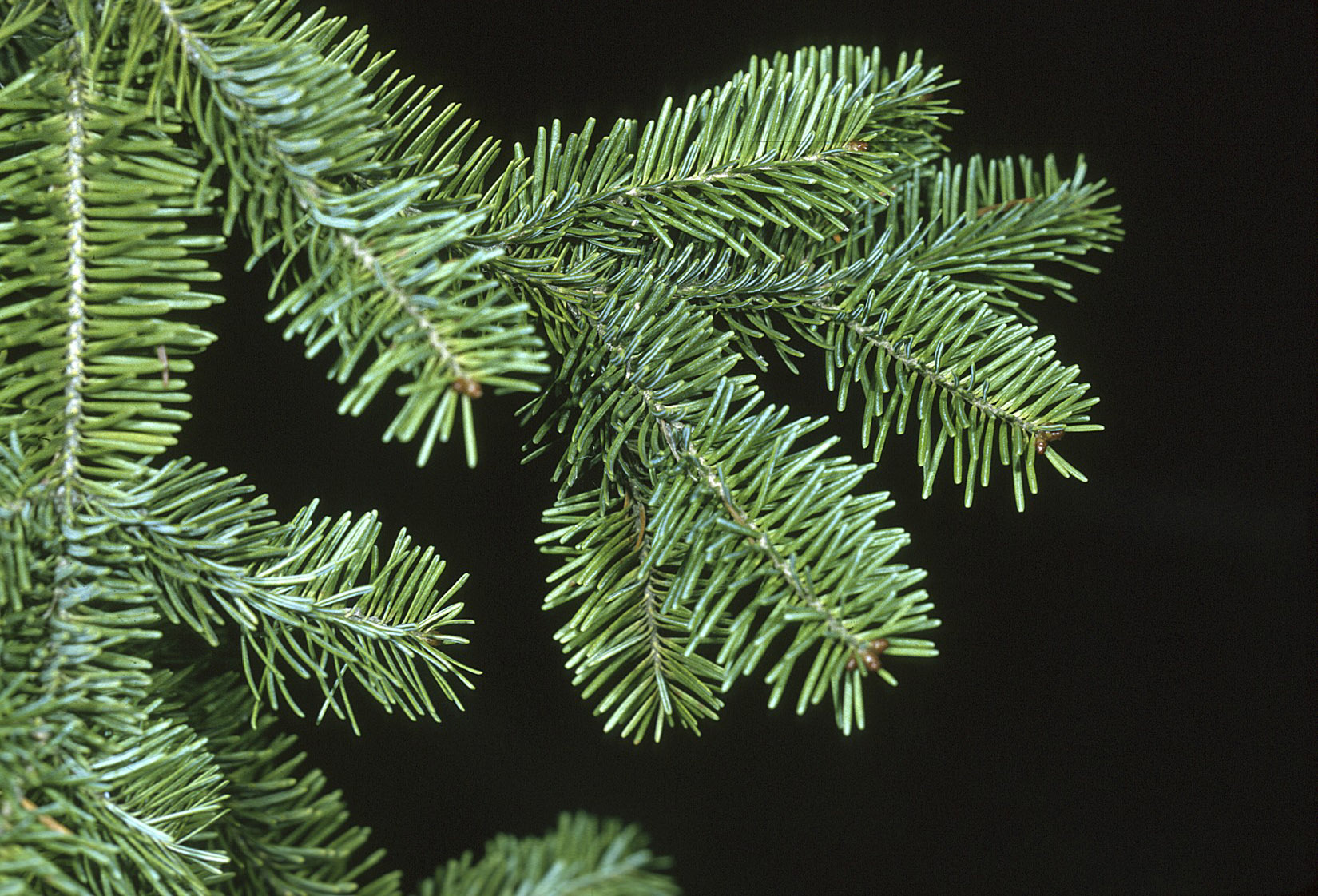
Větévka jedle balzámové

Jedle balzámová (Abies balsamea) je jehličnatý strom z čeledi borovicovité. Pochází ze Severní Ameriky, je však pěstována i v České republice.

## Synonymum
- Pinus balsamea Linné, 1753
- Abies balsamifera Mchx.

## Variety
- Abies balsamea (Linné, 1753) Miller, 1786 var. balsamea – jedle balzámová pravá
- Abies balsamea (Linné, 1753) Miller, 1786 var. phanerolepis (Fernald) A.E.Murray, 1982;  synonyma:
  - Abies balsamea (Linné, 1753) Miller, 1786 subsp. phanerolepis (Fernald)
  - Abies × phanerolepis (Fernald) T. S. Liu

## Popis
Vždy zelený strom středního vzrůstu, dosahující výšky 14-20 m, výjimečně až 30 m, s úzkou kuželovitou korunou. Borka mladších stromů je hladká, tmavošedá a pokrytá eliptickými, horizontálně protáhlými puchýřky, obsahujícími bezbarvou lepivou a velmi intenzívně vonící pryskyřici. Jehlice jsou ploché, 1,5-3 cm dlouhé, tmavozelené, se dvěma světlejšími proužky na rubu. Přestože jsou jehlice k větvičkám připojeny spirálovitě, natočení jejich řapíků způsobuje, že vytvářejí dvě spíše ploché řady na letorostech. Šišky jsou vzpřímené, 4-8 cm dlouhé, mladé jsou purpurově červené, zralé světle hnědé, rozpadávají se na stromech. Obsahují okřídlená semena, která dozrávají většinou v září.

## Areál rozšíření
Původně se vyskytovala v chladnějších a vlhčích horských a podhorských oblastech severovýchodních USA (až k severní hranici lesa) a jihovýchodní a centrální Kanady. Lesnicky a zahradnicky se však pěstuje v mírném pásmu na celém světě. Do Čech ji introdukovali v 19. století lesníci na panství rodiny Colloredo-Mansfeld na Dobříši (arboretum Aglaia), odkud se rozšířila i do jiných oblastí Čech.

## Použití
V oblasti přirozeného výskytu se používá jako surovina pro výrobu celulosy v papírenském průmyslu.
Surová pryskyřice, která se získává ze zářezů do kůry, je známá jako kanadský balzám. Destilací se z ní připravuje kanadský terpentýn. Pryskyřice se používala k výrobě balzámu na rty a je jedním z nejlepších kloktadel proti bolestem v krku. Léčí se s ní katary a ve formě teplých obkladů pomáhá proti artritidě, ranám a pohmožděninám. Dříve se také používala na lepení čoček v optických systémech (objektivech a okulárech), při spojování rámečků na diapozitivy a při výrobě laků.
Pryskyřice se dá žvýkat. Děti ji dříve používaly též jako náhražku parfému.
V USA a Kanadě patří k nejoblíbenějšímu druhu vánočních stromků. Za tím účelem se pěstuje i v jiných světadílech, zejména v Evropě.
V zahradnictví je vysazována jako ozdobný solitérní strom v sadech a zahradách.

## Taxonomická poznámka
Dnes je obecně přijímán názor, že Abies balsamea var. phanerolepis je křížencem severoamerických druhů A. balsamea × A. fraseri.